# Jardim do Carregal
O Jardim do Carregal, cujo nome oficial é  Jardim de Carrilho Videira localiza-se na freguesia de Miragaia, na cidade e Distrito do Porto, em Portugal.

## História
Construído em 1897 pelo jardineiro paisagista Jerónimo Monteiro da Costa, o antigo jardim do Carregal foi considerado uma das suas obras mais bem sucedidas, pois alguns dos exemplares de vegetação ali existentes são únicos nos jardins da cidade do Porto.
O seu nome actual é uma homenagem ao activista do movimento republicano dos finais do século XIX, Carrilho Videira.
Recentemente qualificado, é um jardim romântico, o jardim de S. Lázaro é o último jardim romântico da cidade, ainda tem vedação .
Apesar da sua diminuta área, reúne uma preciosa coleção do coníferas.
Em 2009 foi inaugurada no jardim uma estátua do professor Abel Salazar da autoria do escultor Hélder Carvalho.